# Uncle Tupelo
Gli Uncle Tupelo sono stati un gruppo alternative country statunitense, attivo dal 1987 al 1994.

## Storia
Il gruppo, formato a Belleville, Illinois, dal cantante e chitarrista Jay Farrar, dal cantante e bassista Jeff Tweedy e dal batterista Mike Heidorn, è considerato il caposcuola del movimento musicale alternative country.
Il nome del gruppo è un omaggio al luogo di nascita di Elvis Presley. Dalla separazione dei membri di questo gruppo nascono gli Wilco e i Son Volt.

## Discografia parziale

### Album in studio
- 1990 - No Depression
- 1991 - Still Feel Gone
- 1992 - March 16-20, 1992
- 1993 - Anodyne